# PRC2
PRC2（polycomb repressive complex 2）は、ポリコーム群タンパク質（PcG）の2つのクラスのうちの1つである。もう1つのクラスはPRC1（polycomb repressive complex 1）である。
この複合体はヒストンメチルトランスフェラーゼ活性を持ち、主にヒストンH3のリジン27番残基をメチル化する（H3K27me3を参照）。この修飾は、転写がサイレンシングされたクロマチンの標識となる。PRC2はサイレンシングされるゲノム領域（PRC Response Elements、PRE）への最初の標的化に必要である。一方PRC1はこのサイレンシングの安定化に必要であり、細胞分化後のサイレンシングされた領域の細胞記憶の基礎をなしている。また、PRC1はヒストンH2Aのリジン119番のモノユビキチン化（H2AK119Ub1）も行う。これらのタンパク質は長期にわたるクロマチンのエピジェネティックなサイレンシングに必要であり、幹細胞の分化や胚発生の初期に重要な役割を果たしている。PRC2はほとんどの多細胞生物に存在する。
マウスのPRC2は、Suz12（ジンクフィンガー）、Eed、Ezh1またはEzh2（ヒストンメチルトランスフェラーゼ活性を有するSETドメインを持つ）、RbAp48（ヒストン結合ドメイン）の4つのサブユニットからなる。PRC2はH3K27me3に結合して近接するヌクレオソームを抑制することができ、このようにして抑制を拡大していく。
PRC2はX染色体の不活性化、幹細胞性の維持、インプリンティングに役割を果たす。がんではPRC2の発現の異常が観察される。ヒトのさまざまながんにおいてPRC2の構成要素の機能喪失型変異と機能獲得型変異の双方が同定されており、これらが悪性腫瘍において複雑な役割を果たしていることが示唆される。
ポリコーム群遺伝子は、がんに対する障壁として作用するDNA損傷応答を直接的・間接的に調節する。PRC2複合体はDNA二本鎖切断部位に存在し、そこで非相同末端結合による切断の修復を促進しているようである。
PRC2は進化的に保存されており、哺乳類、昆虫、菌類、植物に存在する。

## 植物
植物のモデル生物であるシロイヌナズナArabidopsis thalianaでは、コアサブユニットのバリアントがいくつか同定されている。Suz12サブユニットのホモログとしては、EMF2（embryonic flower 2）、VRN2（reduced vernalization response 2）、FIS2（fertilization independent seed 2）がある。EedのホモログはFIE（fertilization independent endosperm）である。Ezh1/Ezh2のホモログは、CLF（curly leaf）、SWN（swinger）、MEA（medea）の3つが存在し、RbAp48のホモログはMSI1（multicopy suppressor of IRA1）である。